# 罗兰·马克
罗兰·马克（1949年—），德国企业家。

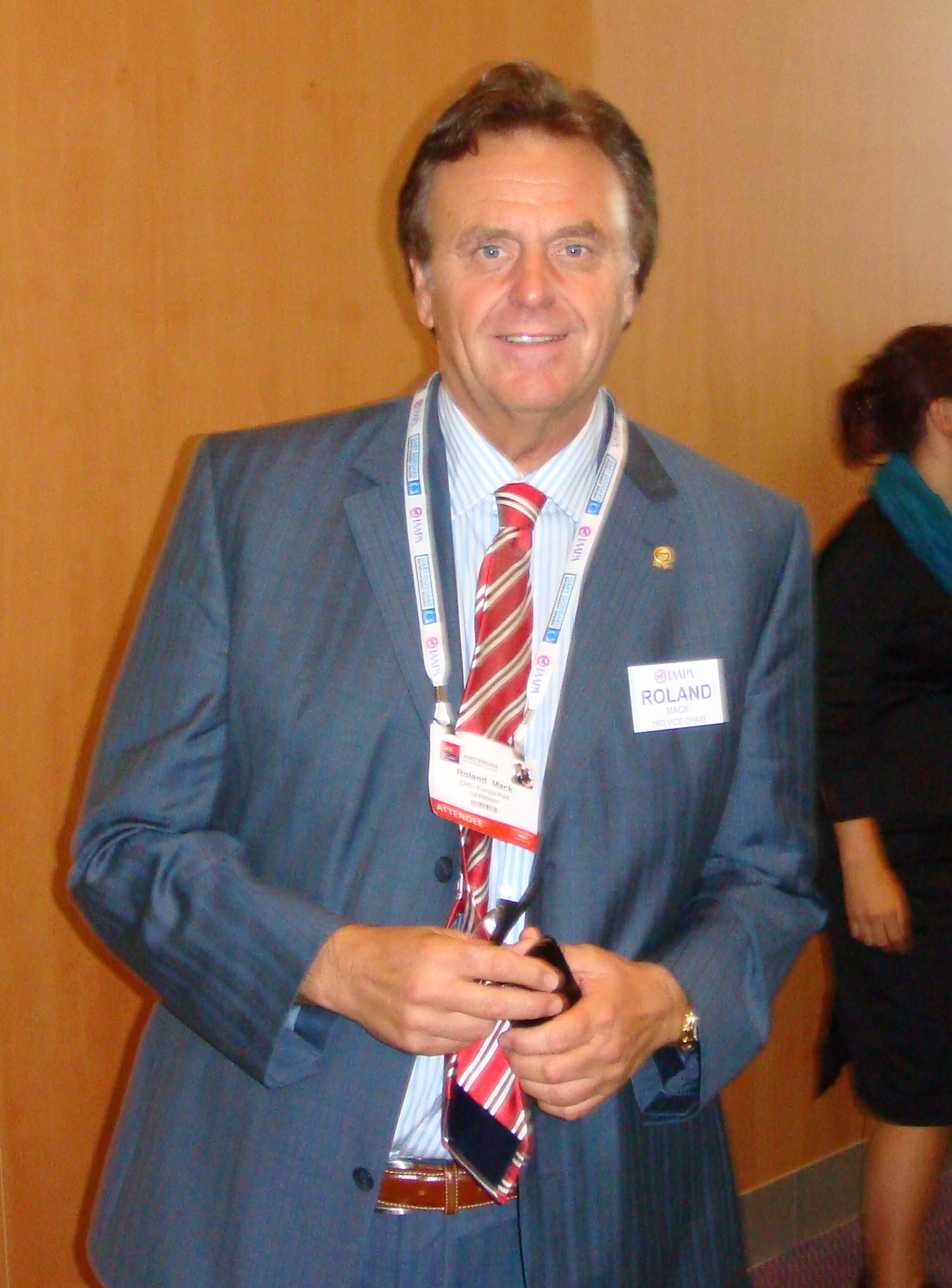
罗兰·马克 2009

罗兰·马克生於弗萊堡，是企业家弗兰茨·马克的儿子。罗兰·马克於1969年至1974年就读卡尔斯鲁厄大学普通机械制造专业。1975年成立的鲁斯特欧洲公园，他是创立者之一。1978年，他成為德意志业余企业协会的创始成员之一。同年，罗兰·马克结婚，育有二子一女。

## 荣誉
罗兰·马克曾於1999年獲頒联邦十字勋章。